# Stylidium coroniforme
Stylidium coroniforme este o specie de plante dicotiledonate din genul Stylidium, familia Stylidiaceae, ordinul Asterales.

## Subspecii
Această specie cuprinde următoarele subspecii:
- S. c. amblyphyllum
- S. c. coroniforme